# Julius Ofner

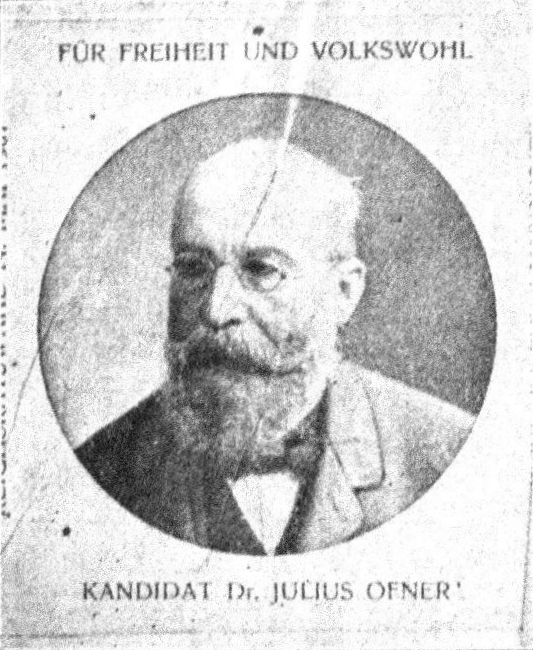
Julius Ofner vor der Reichsratswahl 1907

Julius Ofner (* 20. August 1845 in Horschenz, Böhmen; † 26. September 1924 in Wien) war ein österreichischer Jurist, Sozialpolitiker, Rechtsphilosoph, Mitglied des Abgeordnetenhauses des Wiener Reichsrats und ein bedeutender Vertreter des Liberalismus in den letzten Jahrzehnten der Habsburgermonarchie.

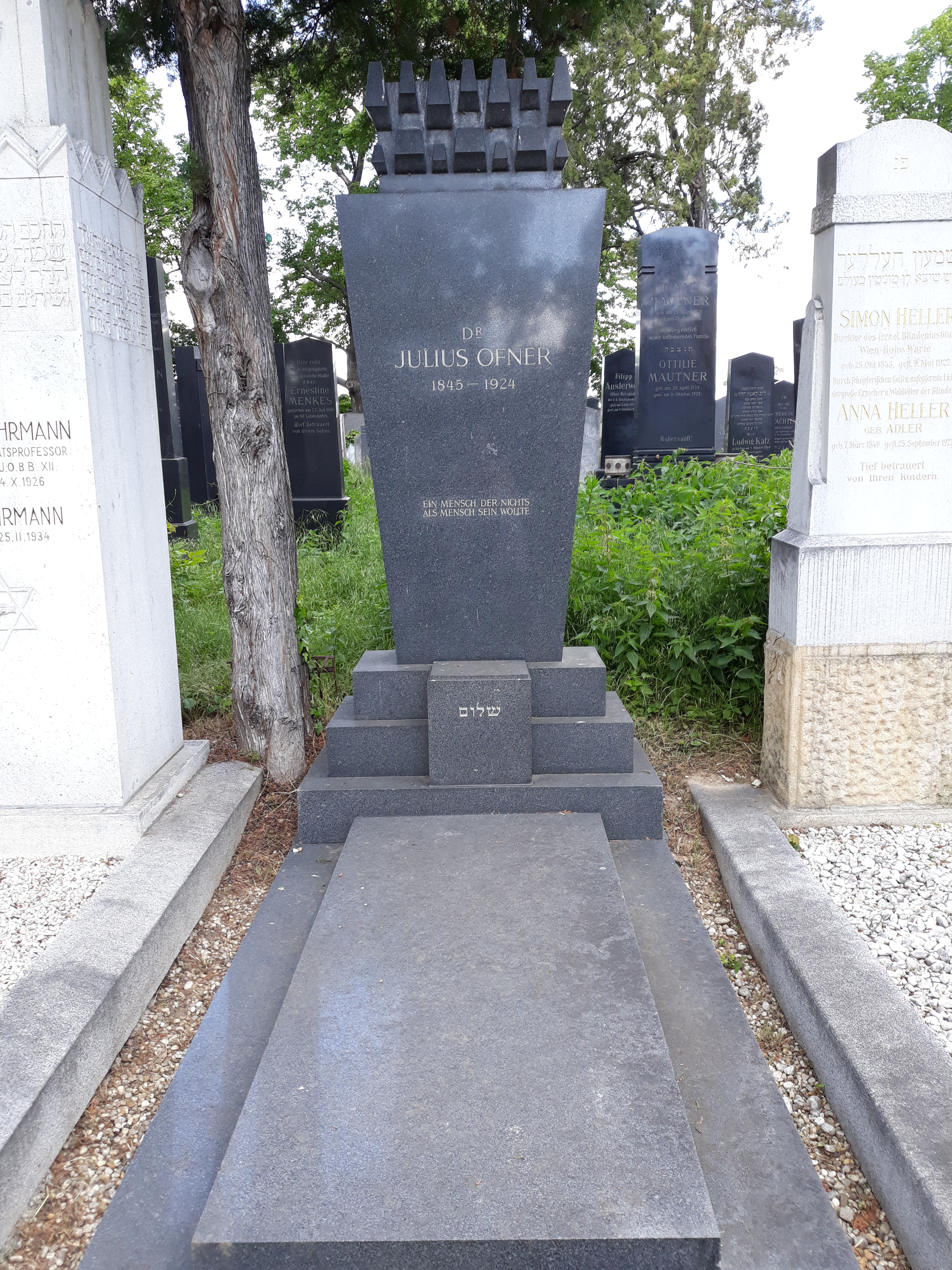
Das Grab von Julius Ofner auf dem alten jüdischen Friedhof des Wiener Zentralfriedhofs

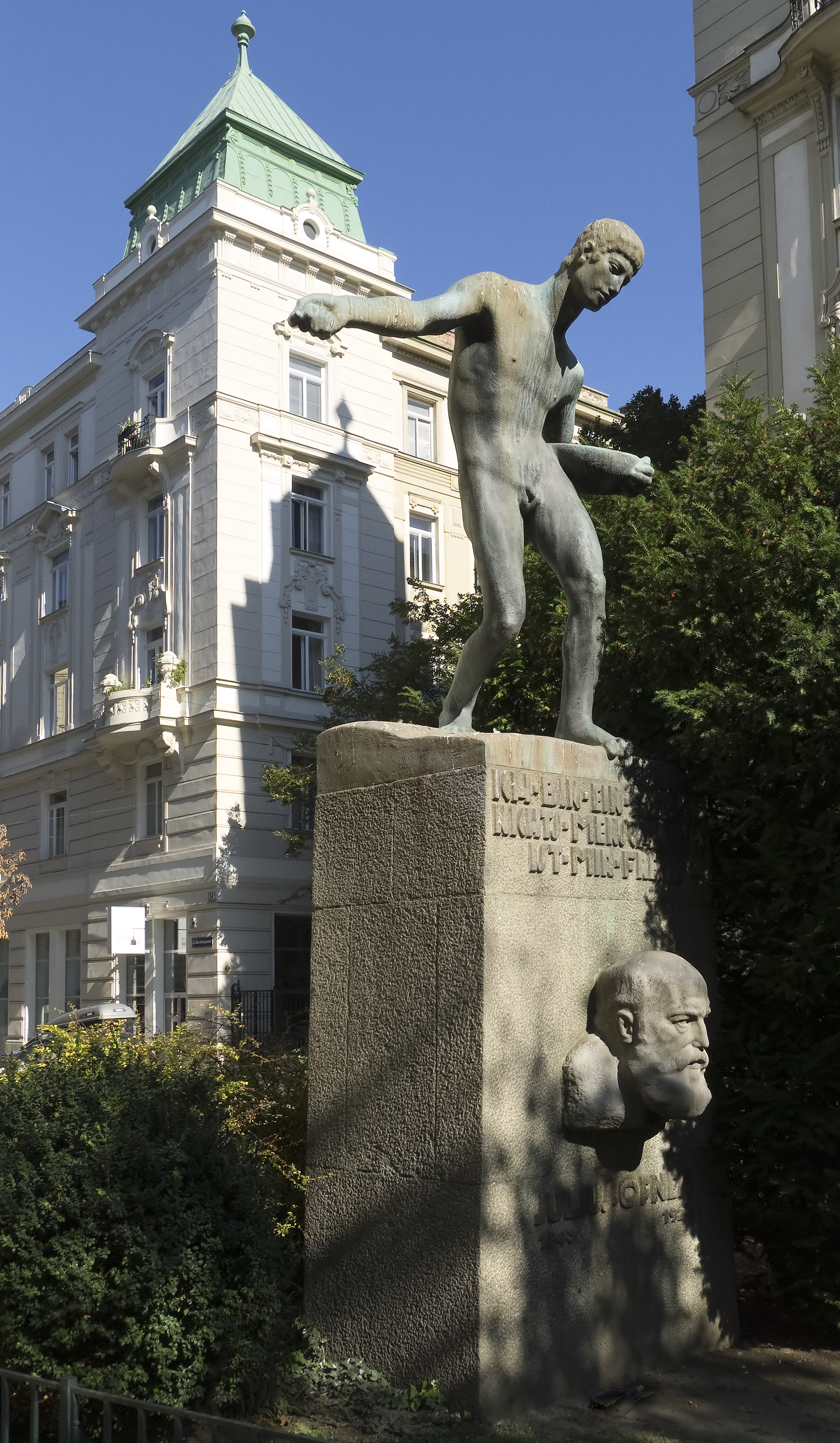
Denkmal von Carl Wollek für Julius Ofner in der Taborstraße, bei Nr. 26

## Leben
Julius Ofner war der Sohn eines jüdischen Kaufmannes und Landwirtes in Böhmen, studierte ab 1863 Rechtswissenschaft an der Universität Prag, anschließend ab 1865 an der Universität Wien. Während seines Studiums wurde er 1865 Mitglied der Fidelitas Wien im Burschenbunds-Convent. 1869 zum Dr. jur. promoviert, arbeitete er seit 1877 als Hof- und Gerichtsadvokat in Wien. 1896 wurde Ofner als Mitglied der linksliberalen Freisinnigen Demokraten in den Niederösterreichischen Landtag gewählt. In den 1890er-Jahren war er Mitglied der Wiener Fabier Gesellschaft, als deren geistiges Oberhaupt er betrachtet wurde.
1901 bis 1918 war Ofner Reichsratsabgeordneter, war zunächst lange fraktionslos und gehörte ab 1913 dem Klub der deutschen Demokraten, seit 1917 der Deutsch-Freiheitlichen Vereinigung an, wobei er diese kleinen Fraktionen auch als Obmann leitete. Diese Fraktion war eine linksliberale und radikaldemokratische Gruppierung, welche sich aus der Sozialpolitischen Partei entwickelt hatte und sich auf die Ideale der französischen Revolution berief. Auch distanzierte sie sich vom Antisemitismus und Nationalismus der Deutschnationalen.
Ofner war wesentlich beteiligt an der Novellierung des Allgemeinen Bürgerlichen Gesetzbuches, an der Entwicklung des Arbeitsrechts (unter anderem dem Verbot der Kinderarbeit, Sonntagsruhebestimmungen, Zulassung von Frauen zu bestimmten Berufen, Fürsorge für entlassene Sträflinge) sowie an der Reform des Strafgesetzes. Diese Reformen, die nach ihm inoffiziell auch die Bezeichnung „Lex Ofner“ trugen, betrafen unter anderem die Erhöhung der Schadensgrenze bei Eigentumsdelikten oder die Einführung der bedingten Verurteilung. 1913 wurde er auf Vorschlag der sozialdemokratischen Fraktion an das Reichsgericht berufen. Bei der Reform des Eherechts zog er sich die Gegnerschaft konservativer katholischer Kreise zu.
1918/19 war er Mitglied der Provisorischen Nationalversammlung. 1919 gründete er die Demokratische Partei, die in den ersten Wahlen aber eine Splitterpartei wurde. Ofner war Vizepräsident der Rechtsanwaltskammer Wien und wurde 1919 ständiger Referent am Verfassungsgerichtshof.

## Rechtsphilosophie
In seinen rechtsphilosophischen Schriften erblickte Ofner den Zweck des Rechts in der Sicherung der Entwicklung des Individuums. Er prägte in Österreich den Begriff „Recht auf Arbeit.“ Er sah das Recht in enger Wechselbeziehung zu den sozialen Verhältnissen, weshalb es fortlaufend an die gesellschaftlichen Veränderungen anzupassen sei. Die Rechtswissenschaft habe die Aufgabe gestaltend an der Schöpfung „sozialen Rechts“ mitzuwirken. In diesem Zusammenhang hat er 1894 in seiner Schrift Studien sozialer Jurisprudenz als Erster den Begriff Sozialstaat verwendet und geprägt, wobei er diesen unbedingt zusammenhängend mit Demokratie und Rechtsstaat begriff.

## Ehrungen

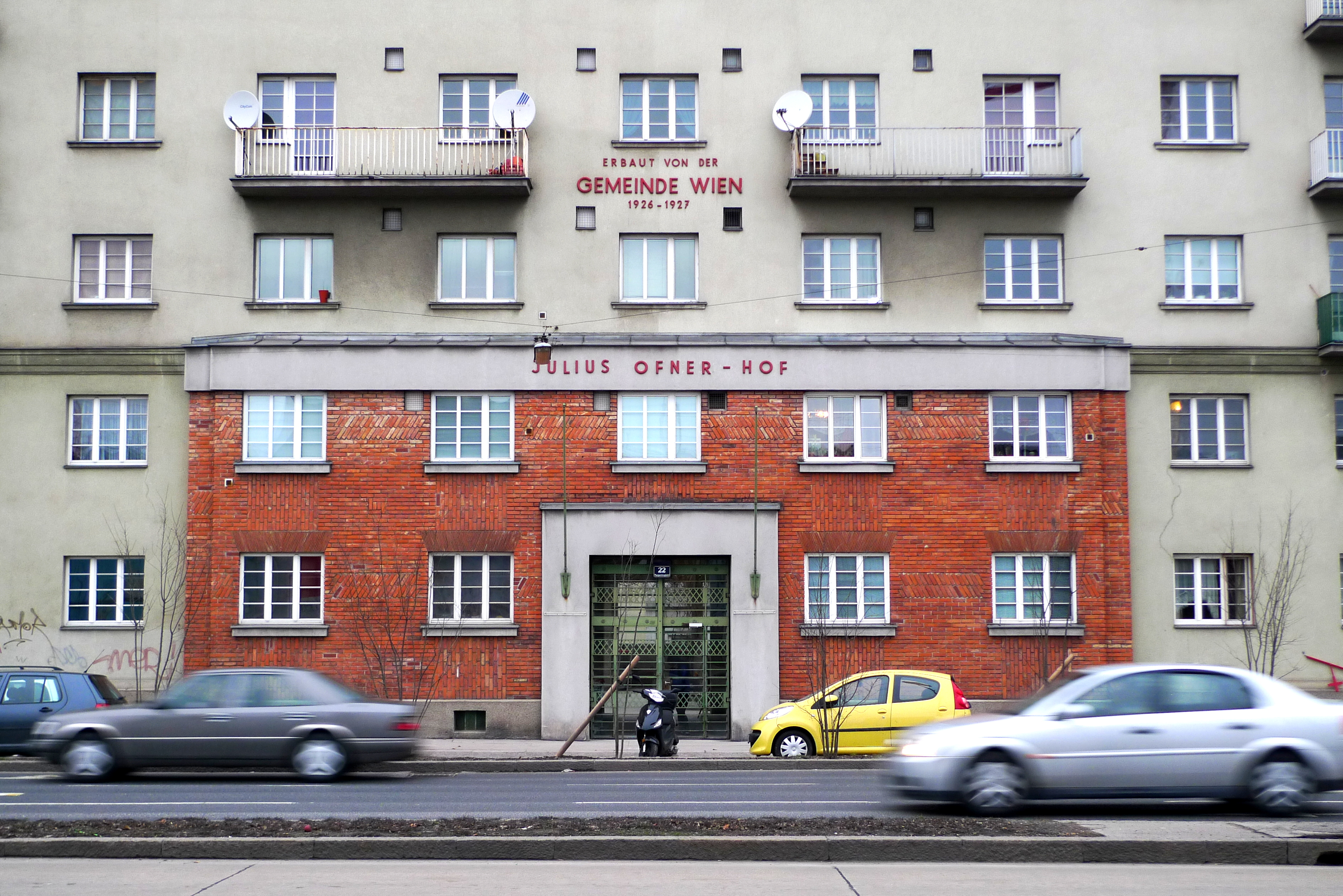
Julius-Ofner-Hof, Wien

Ofner liegt in einem Ehrengrab auf dem Wiener Zentralfriedhof (Gruppe 52 A, Reihe 1, Nummer 23).
Der 1926/27 errichtete Julius-Ofner-Hof (Architekt Ernst Lichtblau) in Wien-Margareten wurde ihm gewidmet. Ein 1932 in der Taborstraße aufgestelltes, von Carl Wollek gestaltetes Denkmal wurde von den Nationalsozialisten 1943 entfernt, aber 1948 provisorisch und 1954 endgültig wieder errichtet. Die Ofner-Gasse in Wien-Leopoldstadt wurde 1925 nach ihm benannt.

## Zitat
„Die Demokratie verlangt grundsätzlich den Sozialstaat, einen Organismus, der dem Rechtsstaat ähnelt, sich aber nicht wie dieser darauf beschränkt, das Mein und Dein zu halten, während er dessen Bildung dem Spiel der Gewalt und des Zufalls überlässt, sondern die gerechte, auf Gleichheit Aller fußende Verteilung von Vorteilen und Lasten in ihrer Gesamtheit zum Gegenstand seiner Fürsorge nimmt.!“

## Schriften (Auswahl)
- Der Servitutenbegriff nach römischen und österreichischen Recht. Eine kritische Studie. Hölder, Wien 1884. Internet-Archive
- Das Recht auf Arbeit. Wien 1885.
- Der Ur-Entwurf und die Berathungs-Protokolle des Österreichischen Allgemeinen Bürgerlichen Gesetzbuches. 2 Bände, Hölder, Wien 1889; Nachdruck 1976, ISBN 3-920967-05-4.
- Studien sozialer Jurisprudenz. Hölder, Wien 1894 (Internet-Archive).
- Die Revision des allgemeinen bürgerlichen Gesetzbuches. Wien 1907.
- Walther Eckstein (Hrsg.): Recht und Gesellschaft. Gesammelte Vorträge und Aufsätze. Gerold, Wien 1931.